# Мост Баркета
Мост Баркета — мост через реку Гвадалквивир в городе Севилье.

## История
Инженеры-строители Хуан Хосе Аренас де Пабло и Маркос Хесус Панталеон Прието спроектировали его как арочный мост. Он был построен в период с 1989 по 1992 год, чтобы обеспечить доступ к территории Всемирной выставки 1992 года. Его строительство финансировалось компанией Mapfre, которая окрестила мост своим именем, хотя с самого начала он назывался Мост Баркета даже в муниципальных документах.
Строительство моста было осуществлено на суше, чтобы позднее доставить конструкцию с помощью барж до его окончательного местоположения.
Он был построен как пешеходный мост, ведущий из исторического центра в Картую, с целью приспособить его к автомобильному движению, как только Всемирная выставка будет закончена.

## Характеристика
Мост представляет собой металлическую арку длиной 214 метров, концы которой образуют треугольный портик с каждой стороны, соединённый вантами для поддержания дорожного полотна длиной 168 метров. Арка установлена на четырёх вертикальных опорах на расстоянии 30 метров по берегам реки без дополнительных промежуточных опор и шириной 21,4 метра.
Треугольные портики показывают осевую направленность арки, визуально выступая в качестве «ворот» входа на территорию Экспо 92, тематический парк и технопарк.